# استان سرکادو
استان سرکادو (به انگلیسی: Cercado Province) یکی از استان‌های کشور بولیوی است که در بخش کوچابامبا واقع شده‌است.

## خصوصیات
استان سرکادو ۳۹۱ کیلومترمربع مساحت و ۵۱۷٬۰۲۴ نفر جمعیت دارد و ۲٬۷۵۰ متر بالاتر از سطح دریا واقع شده‌است.

## تقسیمات
این استان تنها دارای یک شهرستان به نام کوچابامبا است که معادل همان استان می‌باشد.